# Riu Pancrudo
El riu Pancrudo és un riu d'Aragó, situat a la província de Terol, que neix a les serres de Lidón i Cucalón i desemboca al riu Jiloca, del qual és el seu major afluent, al costat de Luco de Jiloca, on hi ha un interessant pont romà al costat del pont de l'antic ferrocarril de Calataiud a Calamocha. En total recorre 46 quilòmetres.